# Zamach stanu w Gwinei Bissau (2012)
Zamach stanu w Gwinei Bissau w 2012 – zamach stanu dokonany przez armię w Gwinei Bissau 12 kwietnia 2012.

## Tło
W Gwinei Bissau w ciągu 14 lat doszło do czterech zamachów stanu. Do pierwszego z tych przewrotów doszło po tym jak prezydent João Bernardo Vieira 6 czerwca 1998 zdymisjonował szefa armii, gen. Ansumanę Manę. Powodem tego kroku było oskarżenie o nielegalne dostarczanie broni rebeliantom z sąsiedniego Senegalu. Vieira oddał władze po przegranej wojnie domowej i uszedł do Portugalii. Kraj pogrążył się w chaosie. Kolejny przewrót miał miejsce 14 września 2003 pod przywództwem generała Veríssimo Correi Seabry, przy znacznym poparciu społecznym. Obalony został wówczas prezydent Kumba Ialá.
W 2005 wybory prezydenckie wygrał Joao Bernardo Vieira, który powrócił do kraju. Jednak jego rządy potrwały cztery lata, gdyż 2 marca 2009 zginął w zamachu. Przyczyną przewrotu było oskarżenie prezydenta o zlecenie zabójstwa dowódcy armii, gen. Tagme Na Waie. Po tych wydarzeniach formalnie na stanowisko prezydenta został wybrany Malam Bacai Sanhá. Za jego rządów doszło do dwóch prób zamachów stanu. 1 kwietnia 2010 generał Antonio Indjai przejął na kontrolę nad dowództwem armii i na krótko uwięził szefa sztabu generalnego oraz premiera Gomesa Júniora. Jednak na skutek protestów społecznych i braku poparcia w szeregach wojska, ostatecznie zaprzestał buntu. Prezydent Sanha cierpiał na cukrzycę i w związku z tym w 2011 pojechał do Paryża na leczenie. W tym czasie, 26 grudnia 2011, część wojsk pod dowództwem kontradmirała Jose Americo Bubo Na Tchuto wszczęła bunt i wyszła na ulice stolicy, zmuszając premiera Carlosa Gomesa Júniora do szukania schronienia w ambasadzie Angoli.
Malai Baca Sanha zmarł w Paryżu 9 stycznia 2012. Jednak przed śmiercią prezydent, wspólnie z premierem przygotowali reformę sił zbrojnych. Nadzorować ją miało 600 żołnierzy z Angoli, którzy mieli nadzorować demobilizację żołnierzy. Ich obecność wywoływała napięcia w kraju. Tymczasem przygotowywano się do wyborów prezydenckich. W związku z tym premier Gomesa Júniora 10 lutego 2012 zrezygnował ze stanowiska, by wziąć udział w wyborach prezydenckich, zaplanowanych na 18 marca 2012. Tymczasowo na stanowisko szefa rządu obsadził Adiato Djaló Nandignę. Gomesa Júniora zdobył w pierwszej turze 49% głosów i był głównym kandydatem do zwycięstwa w drugiej turze, zaplanowanej na koniec kwietnia 2012. Jednak nie doszła ona do skutku ze względu na przewrót.

## Przebieg
12 kwietnia 2012 zbuntowane oddziały aresztowały Raimundo Pereirę, pełniącego obowiązki prezydenta Gwinei Bissau oraz byłego premiera i kandydata w wyborach prezydenckich, Carlosa Gomesa Júniora, a także panią premier Adiato Djaló Nandigna. Wojsko przejęło kontrolę nad stolicą państwa, Bissau. Utworzono Dowództwo Wojskowe na czele z zastępcą szefa sztabu generalnego, generałem Mamadu Ture Kurumą.
13 kwietnia 2012 Dowództwo Wojskowe podjęło decyzję o powołaniu nowego „rządu jedności narodowej” złożonego z członków różnych sił politycznych, w którym przedstawiciele wojska objęliby stanowiska ministra obrony i spraw wewnętrznych, rozpoczynając negocjacje w tej sprawie z partiami opozycyjnymi.
W wyniku porozumienia z partiami opozycyjnymi, junta wojskowa 19 kwietnia 2012 mianowała Manuela Serifo Nhamadjo na stanowisko tymczasowego szefa państwa na dwuletni okres przejściowy, po którym miały zostać zorganizowane nowe wybory. Jednakże następnego dnia Nhamadjo odmówił przyjęcia stanowiska, uznając decyzję za nielegalną w świetle prawa.
Stanowisko szefa państwa Nhamadjo objął dopiero 11 maja 2012, w wyniku porozumienia junty wojskowej z ECOWAS, zakładającego powołanie nowej cywilnej administracji na okres jednego roku, w czasie którego w kraju miały zostać przeprowadzone nowe wybory. Tym samym junta wojskowa z Ture Kurumą na czele zakończyła swoje rządy. Porozumienie polityczne podpisało 35 partii politycznych, w tym wszystkie największe z wyjątkiem PAIGC. 16 maja 2012 Nhamadjo nominował na stanowiska premiera Rui Duarte de Barrosa.
Po zamachu stanu, państwo pogrążyło się jeszcze w większym kryzysie. Nie wypłacano wynagrodzeń, ceny żywności rosły, brakowało benzyny, prądu, wiele szpitali, szkół i elektrowni przestało funkcjonować.

## Reakcje międzynarodowe
Minister Spraw Zagranicznych Portugalii, Paulo Portas, zapowiedział 13 kwietnia 2012 interwencję zbrojną w Gwinei Bissau (była kolonia portugalska) w obronie przebywających na jej terenie Portugalczyków. Do przywrócenia rządów cywilnych wezwały również: Nigeria, USA i Rosja.
Zamach stanu skrytykowała Wspólnota Gospodarcza Państw Afryki Zachodniej (ECOWAS). Organizacja zażądała oddania władzy w ręce cywilne i powrót wojskowych do koszar. Ponadto padły zapowiedzi wysłania sił interwencyjnych. Junta odpowiedziała, że jeśli odda władzę to nie Gomesowi, lecz opozycji. Złożony z nich rząd przejściowy miałby działać przez dwa lata, po czym doszłoby do wyborów. Zarówno ECOWAS, jak i ONZ odrzuciły taką propozycję.
17 kwietnia 2012 wskutek przewrotu Unia Afrykańska zawiesiła Gwineę Bissau w prawach członka organizacji.